# Pont-de-Salars

Pont-de-Salars este o comună în departamentul Aveyron din sudul Franței. În 1 ianuarie 2022 avea o populație de 1.630 de locuitori.